# Убийство Кристины Иди и Хелен Скотт

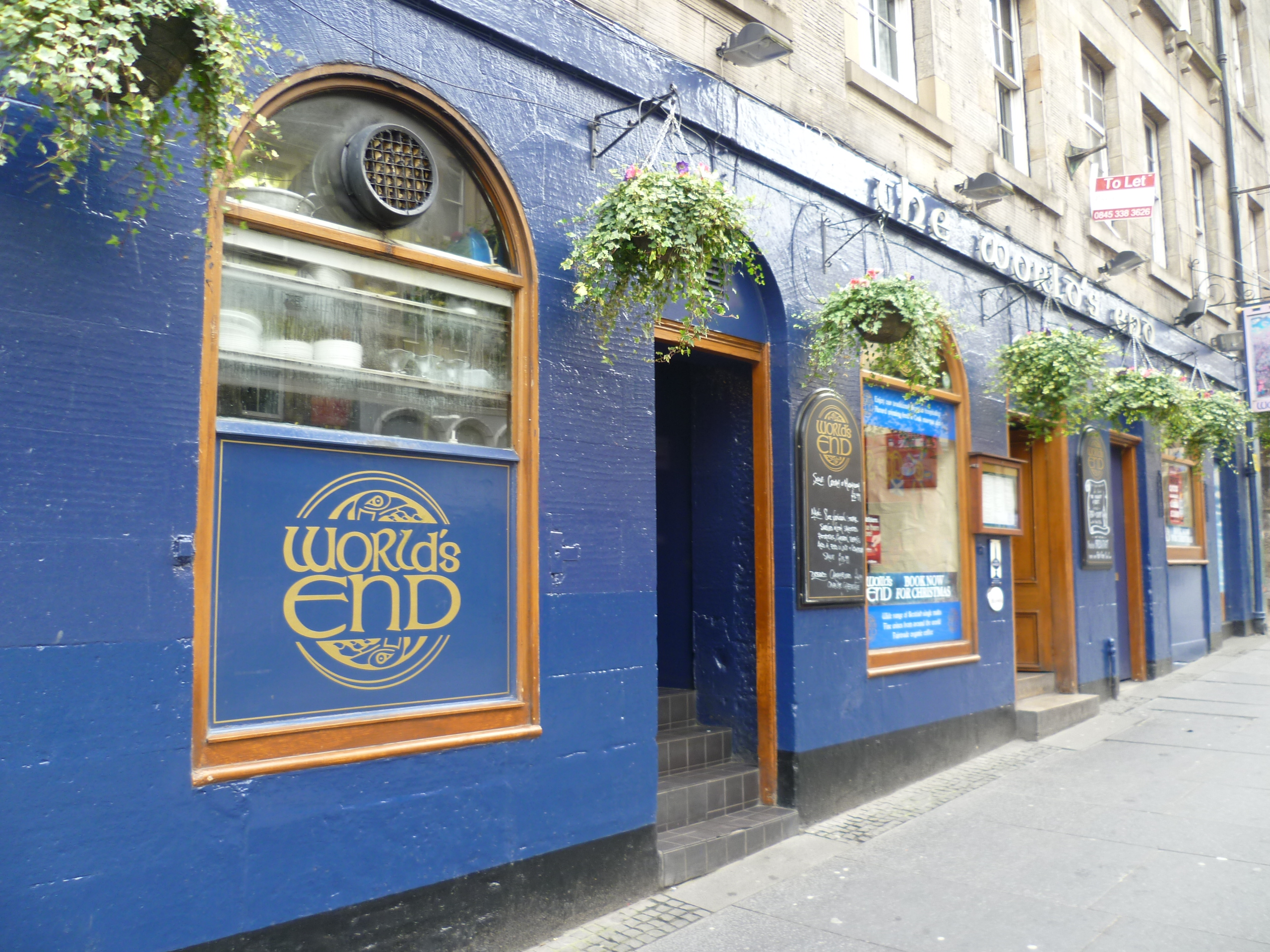
Паб World’s End, около которого девушек последний раз видели живыми

Убийство двух девушек - Кристины Иди (17 лет) и Хелен Скотт (17 лет), произошло в Эдинбурге в октябре 1977 года. Обеих жертв в последний раз видели живыми, когда они уходили из паба «World’s End» в Старом городе. Единственный человек, который предстал перед судом по обвинению в их убийстве - Ангус Синклер, был оправдан в 2007 году при спорных обстоятельствах.
Поправки к закону о повторном привлечении к ответственности за одно и то же преступление позволили провести повторный суд. Синклер в октябре 2014 предстал перед судом и 14 ноября того же года был осуждён за оба убийства. Его приговорили к пожизненному заключению с минимальным сроком в 37 лет. Он умер в тюрьме в возрасте 73-х лет 11-го марта 2019 года.
Синклера описывали как наихудшего серийного убийцу Шотландии. Предполагается, что кроме девушек Иди и Скотт, он убил ещё четырёх женщин, всех за семимесячный период.

## Убийство
В ночь на 15 октября 1977 Кристин Иди и Хелен Скотт были замечены выходящими из паба World’s End незадолго до закрытия. Бар был последней остановкой для ночных субботних посетителей. На следующий день люди, гулявшие в горах, нашли обнажённое тело Кристин в заливе Госфорд в Восточном Лотиане. Раздетый труп Скотт был найден в шести милях от тела Иди на поле со скошенной кукурузой. Обе девушки были избиты, связаны, изнасилованы и удушены. Рты были заткнуты кляпами. Никаких попыток скрыть тела сделано не было.

## Первое расследование
В конце 1977 г. полиция Восточного Лотиана и границ провела масштабное расследование, сопоставив список из более чем 500 подозреваемых и взяв 13 тыс. заявлений от различных лиц. Несмотря на все эти усилия, полиции не удалось найти преступника. Дело в то время привлекло всеобщее внимание шотландской прессы. Полиция разместила фотостенды с изображениями двух девушек для сбора информации.
В то время пресса сообщала, что несколько свидетелей видели Хелен Скотт и Кристин Иди сидящими у общественного телефона в баре и разговаривающими с двумя мужчинами. Полиции так и не удалось напасть на след этих мужчин. Они сами тоже не обращались в полицию. Ходили слухи, что убийства совершили два человека. Поскольку обнаружилось, что узлы, которыми были завязаны руки девушек за спинами, были разных видов.
В мае 1978 г. Полиция Восточного Лотиана заявила, что сворачивает расследование.

## Повторное расследование
В 1997 году отдел открытых дел полиции получил судебное предписание провести дополнительные работы над делом в связи с разработкой технологии генной дактилоскопии, которой не было во время расследования убийства. На обеих девушках был обнаружен образец ДНК, принадлежащий мужчине. ДНК 500 первоначальных подозреваемых были проанализированы и сравнены с полученным образцом, но совпадений обнаружено не было.

## Третье расследование
8 октября 2003 года. После трансляции телепрограммы Crimewatch канала ВВС, в следственную команду полиции позвонил мужчина и заявил, что в ночь убийств прогуливался близ залива Госфорд и видел подозрительный автомобиль — рабочий фургон, двигавшийся беспорядочно. Мужчина не заявлял об этом во время первоначального расследования. Немедленно после трансляции программы Crimewatch в 2003 году в полицию пришло 130 звонков от свидетелей, которые до этого вообще не знали о проводимом расследовании.
15 октября 2003 года. Пресса объявила, что полиция обратилась за помощью к судебной научной службе, чтобы определить личность, которой принадлежал неизвестный образец ДНК. Этот неизвестный образец частично совпадал с 200 профилями в национальной базе ДНК.
25 ноября 2004. Ангус Робертсон Синклер, ко времени убийств проживавший в г. Эдинбурге, был задержан согласно главе 14 Уголовно - процессуального закона Шотландии от 1995 в связи с убийствами. Мазки из его ротовой полости были отправлены на анализ.
31 марта 2005 года. Синклер был арестован. Полиция предъявила ему обвинения в убийстве и изнасиловании двух девушек в октябре 1977. Он не пошёл ни на какие сделки и не сделал никаких заявлений и остался в заключении.

## Первый судебный процесс
27 августа 2007 в суде № 3 Высшего уголовного суда Шотландии в Эдинбурге начался процесс над Синклером. Председателем стал лорд Кларк. Обвинение возглавил прокурор Алан Маккей, защиту — королевский адвокат Эдгар Прайс.
Обвинение утверждало, что в ночь с 15 на 16 октября на улице Св. Марии около паба World’s End Синклер и Гордон Хамильтон (его умерший позднее сводный брат) убедили или посадили силой в автомобиль двух девушек и удерживали их там насильно. Затем Синклер отвёз Иди к заливу Госфорд в деревне Эйберледи и там (или в другом месте) набросился на неё, раздел и заткнул рот её же нижним бельём, связал запястья, потом изнасиловал и задушил. Также он отвёз Скотт на дорогу у Хаддингтона, набросился на неё на поле у Эдинбурга и тем же способом изнасиловал и убил её.
Синклер заявил, что он не виновен в изнасиловании и в убийстве. В начале процесса Синклер, согласно шотландским законам, объявил о двух особых моментах своей защиты: первый - относительно добровольного согласия при вступлении в половые отношения и второй - о вменении в вину. Он заявил, что девушки занимались с ним сексом совершенно добровольно, а если потом им и был нанесён какой-либо ущерб, то за это отвечает только Гордон Хамильтон.
Жюри присяжных, состоящее из девяти женщин и шести мужчин начало ознакомление с доказательствами 28 августа 2007 года. Ни одного очевидца не было предъявлено, обвинение Короны основывалось только на косвенных доказательствах.
3 сентября 2007 г. прокурор предъявил показания детектива-констебля Кэрол Крейг, которая заявила, что ко времени убийств в собственности Ангуса Синклера находился микроавтобус Тойота Хай-Эйс, а затем он его уничтожил. В результате полиция так и не смогла провести судебно-медицинскую экспертизу. На обивке салона или сиденьях автобуса.
4 сентября 2007 г. Эксперт-криминалист Мартин Фейрли показал, что сперма, полученная с вагинального мазка Кристины Иди, и сперма, полученная с вагинального мазка Хелен Скотт, имели один и тот же ДНК-профиль.
7 сентября 2007 г. Другой эксперт-криминалист, Джонатан Уитаккер, показал, что в сперме Ангуса Синклера были найдены клетки с той же ДНК, что и найденная на пальто Хелен Скотт. Он также рассказал суду, как братья и сёстры умершего сводного брата Синклера Гордона Хамильтона, предоставили для проверки свои образцы ДНК и что результаты этих проверок были сравнены со спермой, найденной в телах жертв. Он объяснил, что полученные результаты совпали с ожидаемыми в том случае, если сперма, найденная в жертвах, действительно происходила от умершего брата Хамильтонов. Уитаккер стал последним свидетелем в процессе.
Во второй половине дня 7 сентября 2007 г. Старший советник защиты, королевский адвокат Эдгар Прайс обратился с ходатайством, что согласно статье 97 уголовно-процессуального закона Шотландии, Синклер не обязан отвечать на клеветнические обвинения ввиду недостаточности улик. В частности, он утверждал, что обвинению короны не удалось предоставить доказательства того, что Синклер применил силу или насилие в отношении девушек, и что прокурор не предоставил доказательства того, что какой-либо сексуальный контакт между обвиняемыми и девушками не проходил по обоюдному согласию.
10 сентября 2007 г. Согласно законным аргументам, рассмотренным по делу, судья лорд Кларк поддержал позицию защиты и официально оправдал Синклера.

## Последствия первого судебного процесса
После завершения судебного разбирательства выявилось, что Ангус Синклер является осужденным убийцей и серийным насильником. В настоящее время он отбывает приговор к двум пожизненным заключениям в шотландской тюрьме Питерхед. В 1961 году он признал вину и был осужден за умышленное убийство восьмилетней девочки Кэтрин Рихилл (Синклер изнасиловал и задушил девочку в своём доме) и отбыл шесть лет в тюрьме. В 1982 году он признал вину в 11 из 13 статей обвинения в различных случаях изнасилования и половых преступлений, совершенных в отношении девочек, и был приговорён к пожизненному заключению. В июне 2001 г. он получил новый пожизненный срок за убийство 17-летней Мэр Галлахер. В ноябре 1978 г. он затащил девочку-подростка в кусты, изнасиловал, перерезал ей горло и намотал вокруг шеи верёвку. Синклер вновь отрицал свою причастность к убийству и говорил, что вообще ничего об этом не знал. Жюри присяжных большинством признало его виновным. Было установлено, что вероятность того, что образец ДНК не принадлежал Синклеру, была «одна на миллиард». Синклер был пойман только после того, как полиция Стратклайда пересмотрела нераскрытое дело и обнаружила новые образцы ДНК, не найденные во время первого расследования.
Новости о вердикте вызвали широкое обсуждение и критику со стороны шотландской прессы. Интерес общества и прессы был настолько высок, что председатель парламента Шотландии пригласил лорда-адвоката (главного прокурора Шотландии) Элиш Анджолини выступить перед парламентом по поводу дела (что, стало необычным шагом). Лорд-адвокат прочла подготовленное заявление перед палатой, объяснив позицию Короны по делу и причины преследования обвиняемого. Она отметила, что была «разочарована» результатом и что «придерживалась ясного мнения, что доказательств, представленных судом, было достаточно, чтобы жюри смогло принять решение по делу Синклера».
В ответ на это выступление генеральный судья Артур Хамильтон пошёл на беспрецедентный шаг, выступив перед обществом и раскритиковав решение лорда-адвоката выступить перед парламентом по делу. В открытом письме лорд Хамильтон написал: «Из ваших слов можно сделать ясный вывод, что вы публично допускаете, что решение суда было неправильным», и объяснил, что действия лорда-адвоката можно рассматривать как «подрыв доверия общества к судебной системе».
Другой отставной верховный судья, лорд Кулсфилд дал интервью шотландской программе Sunday Live на канале ВВС, заявив: «Здесь настоящий вопрос в величине, судье Кларку пришлось сделать то же, что и обычному судье».
Фурор, произведённый исходом дела, привёл к далеко идущему и систематическому пересмотру шотландского уголовного процесса. 20 ноября 2007 г. министр юстиции и член парламента Кенни Макаскилл упомянул о нескольких вопросах, поднявшихся вокруг дела Короны против Синклера, перед шотландской юридической комиссией для расследования.
31 июля 2008 г. Шотландская юридическая комиссия опубликовала свой первый доклад по вопросу об апелляциях перед Короной. В декабре 2008 г. комиссия опубликовала свой второй доклад по вопросу запрета повторного суда по тому же обвинению. В конце 2012 года комиссия опубликовала свой последний доклад о приемлемости недостаточных и похожих доказательств в уголовных судах.
30 июня 2010 г. шотландский парламент принял акт 2010 года об уголовном суде и лицензировании. На основании рекомендаций Шотландской юридической комиссии статьи 73-76 акта содержат положения о праве короны апеллировать против определённых решений суда по важным делам. Установлен механизм обжалования Короной решений принятых судом по важным делам. 28 марта 2011 г. статьи 73-76 акта вступили в силу.
22 марта 2011 г. В ответ на рассмотрение Шотландской юридической комиссии вопроса о повторном привлечении к суду шотландский парламент выпустил Акт 2011 о повторном привлечении к суду. Акт выдвигает различные условия, при которых осужденный или оправданный подсудимый может снова преследоваться в судебном порядке.

## Второй судебный процесс
14 марта 2012 г. Управление Короны (прокуратура Шотландии) выпустило заявление для прессы о том, что надзорный прокурор предписал полиции снова открыть расследование по делу убийства Кристин Иди и Хелен Скотт после вступления в силу акта о повторном судебном преследовании в Шотландии 2011 года.
В октябре 2013 г. Трое судей получили заявление от прокуратуры об открытии повторного суда над Синклером. 15 апреля 2014. Корона дала разрешение на начало нового уголовного преследования Синклера.
Суд начался 13 октября 2014 г. В Высшем уголовном суде Шотландии в г. Ливингстон, в Западном Лотиане под председательством судьи Хью Мэтью. Сторону обвинения возглавил лорд-адвокат Фрэнк Малхолланд. На одном из этапов жюри присяжных посетило места убийств в Восточном Лотиане. 14 ноября 2014 г. Ангус Синклер был осужден за убийство Хелен Скотт и Кристин Иди, совершённые 15 октября 1977 г., и был приговорён к пожизненному заключению с минимальным сроком в 37 лет. Ему должно исполниться 106 лет, прежде чем он сможет претендовать на досрочное освобождение.